# Haus zur Geduld

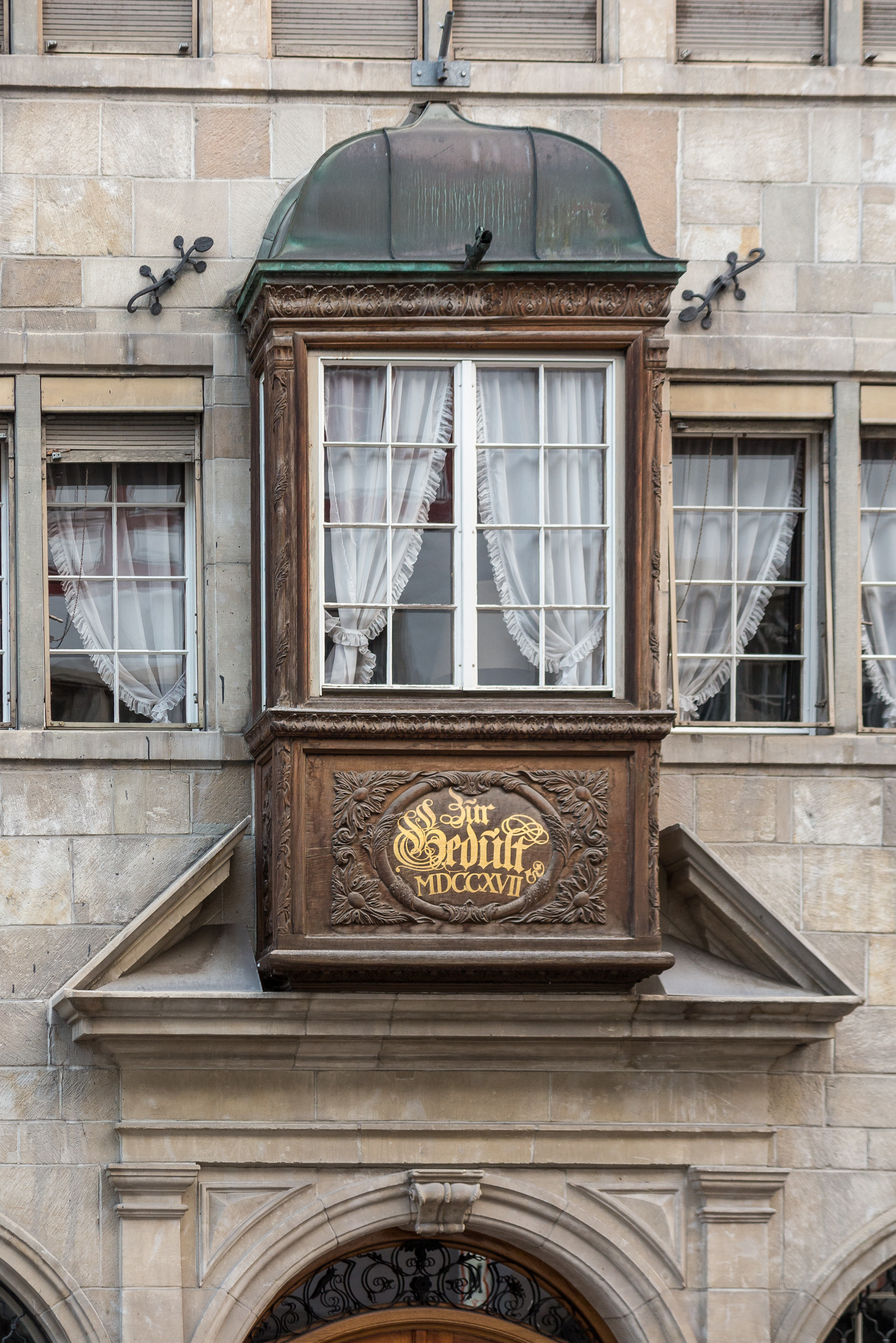
Der Erker am Vorderbau an der Marktgasse

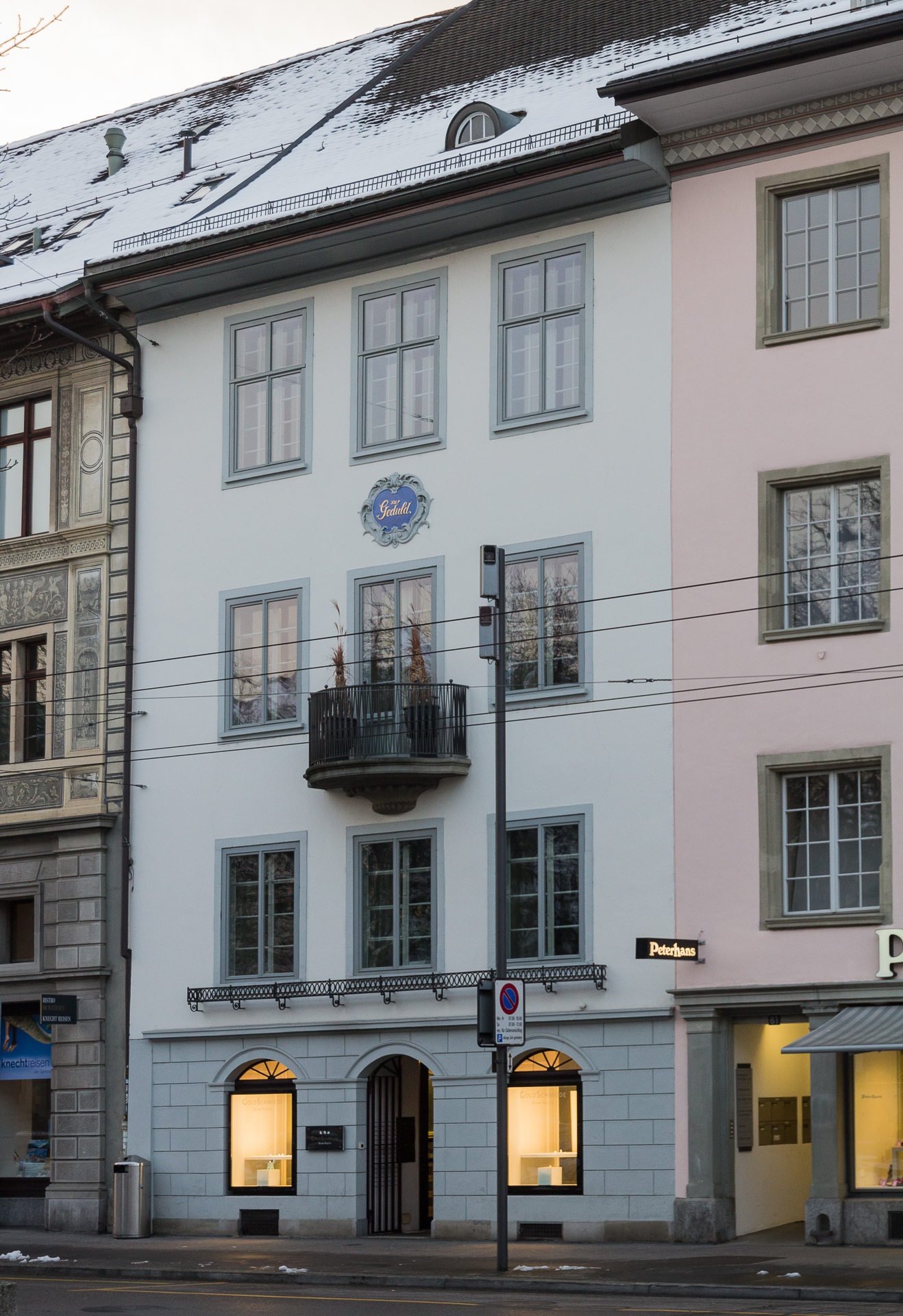
Blick auf den Hinterbau an der Stadthausstrasse

Das Haus zur Geduld ist ein barocker Profanbau in Winterthur im Kanton Zürich in der Schweiz. Es gilt als „bedeutendstes Werk des ausgehenden 17. Jahrhunderts in Winterthur“ und gehört zu den wenigen Altstadtgebäuden Winterthurs, die eine Natursteinfassade aufweisen. Der Bau ist als Kulturgut von regionaler Bedeutung eingestuft und steht unter Denkmalschutz.

## Geschichte
Das Haus wurde im Jahr 1448 erstmals erwähnt. Der Name „Zur Geduld“ soll dem moralistischen Gedankengut des frühen Pietismus, der im eher nüchternen Winterthur verbreitet war, entstammen.
Der Vorderbau an der heutigen Marktgasse 22 wurde im 17. Jahrhundert neu erbaut. 1690 ging die Liegenschaft an den Eisenkrämer und Stadtrichter Hans Ulrich Biedermann über, der bis 1717 den Hinterbau an der heutigen Stadthausstrasse 59 neu erbaute, wobei auch Steine des ehemaligen Klosters Beerenberg bei Wülflingen verwendet wurden. In der Folge blieb das Gebäude bis zu Beginn des 20. Jahrhunderts im Besitz der Familie, die in dieser Zeit weitere Umbauten vornahm und 1875 nach Zürich übersiedelte.
1919 kaufte der Kunstsammler und Mäzen Oskar Reinhart das Gebäude. Dieser beabsichtigte in Winterthur einen Gentlemen’s Club nach englischem Vorbild zu gründen, wozu er ein entsprechendes Clubhaus benötigte. Reinhart liess in der Folge das Haus zur Geduld von den Architekten Robert Rittmeyer und Walter Furrer sowie von den Künstlern Henry Bischoff und Karl Walser entsprechend umbauen und ausschmücken. Bei dieser Umgestaltung wurden zwar neue Clubräume mit Bar, Lese- und Bridgezimmer sowie Speise- und Vortragssaal geschaffen, die alte Einrichtung teilweise aber auch mit einbezogen.

## Heutige Nutzung
Das Haus zur Geduld ist seit 1995 im Besitz des nach ihm benannten, 1922 gegründeten Clubs zur Geduld und wird von diesem nach wie vor als Clubhaus genutzt. Die Mitglieder treffen sich darin Zwecks „Beziehungs- und Geschäftspflege“ zum Essen sowie zu diversen weiteren Anlässen.